# Jeffrey Burton Russel
Jeffrey Burton Russell é um notório historiador medievalista e cientista da religião estadunidense. No Brasil, parte de sua obra foi publicada pela Editora Campus.

## Carreira acadêmica
Jeffrey formou-se e conclui seu mestrado pela Universidade da Califórnia, em Berkley, doutorando-se na Emory University. Lecionou em diversas universidade, como a Universidade do México, de Notre Dame e na própria Universidade de Califórnia, porém no campus de Riverside. Nos últimos anos de sua vida profissional, lecionou no campus de Santa Barbara, onde era professor emérito.